# Hrabstwo Walworth (Wisconsin)
Hrabstwo Walworth (ang. Walworth County) – hrabstwo w stanie Wisconsin w Stanach Zjednoczonych.
Obszar całkowity hrabstwa obejmuje powierzchnię 576,50 mil² (1493,13 km²). Według szacunków United States Census Bureau w roku 2009 miało 100 593 mieszkańców. Jego siedzibą administracyjną jest Elkhorn.
Hrabstwo powstało w 1836.

## Miasta
- Bloomfield
- Burlington
- Darien
- Delavan – city
- Delavan – town
- Elkhorn
- East Troy
- Geneva
- Lafayette
- La Grange
- Lake Geneva
- Linn
- Lyons
- Richmond
- Sharon
- Spring Prairie
- Sugar Creek
- Troy
- Walworth
- Whitewater

## Wsie
- Bloomfield
- Darien
- East Troy
- Fontana-on-Geneva Lake
- Sharon
- Walworth
- Williams Bay

## CDP
- Como
- Delavan Lake
- Lake Ivanhoe
- Lake Lorraine
- Lauderdale Lakes
- Potter Lake
- Springfield
- Turtle Lake